# Isoproturon
Isoproturon ist eine chemische Verbindung aus der Gruppe der Harnstoffderivate, die als Herbizid verwendet wurde.

## Vorkommen
Isoproturon wurde beispielsweise in den Jahren 2000 bis 2002 regelmäßig in deutschen und niederländischen Flüssen nachgewiesen.

## Gewinnung und Darstellung
Isoproturon kann aus Cumol durch Nitrieren in der para-Stellung, Reduktion zum 4-Isopropylanilin, Umsetzung mit Phosgen zum 4-Isopropylphenylisocyanat und dessen nachfolgende Reaktion mit Dimethylamin gewonnen werden.

## Eigenschaften
Isoproturon ist ein farb- und geruchloser brennbarer Feststoff, der wenig löslich in Wasser ist. Er zersetzt sich bei Erhitzung. Er ist sehr stabil gegenüber Licht, Säuren und Basen. Beim Erhitzen in starken Basen erfolgt hydrolytische Spaltung.

## Verwendung
Isoproturon wird als Wirkstoff in Pflanzenschutzmitteln (Harnstoffherbizid) verwendet. Es wird als Herbizid bevorzugt für Winterweizen, Wintergerste, Roggen, Sommergerste und Sommerweizen gegen Ungräser (Acker-Fuchsschwanzgras, Gemeiner Windhalm, verschiedene Rispengräser sowie Kamille und Vogelmiere) angewendet (jeweils als Vor- und Nachauflaufherbizid). Wenig bis gar nicht wird Isoproturon für Sommergerste und Hafer, Kartoffeln, Raps, Zuckerrüben oder Mais angewendet. Der jährliche Verbrauch in Deutschland liegt bei über 1000 Tonnen.

## Zulassung
Isoproturon war in der DDR zwischen 1980 und 1994 und ist in der BRD seit 1975 zugelassen.
Mit Wirkung zum Jahresbeginn 2003 war Isoproturon in der Europäischen Union für Verwendungen als Herbizid zugelassen. Außer in Dänemark und Finnland waren isoproturonhaltige Präparate in allen EU-Mitgliedsländern sowie der Schweiz (z. B. unter den Handelsnamen Arelon und Azur) zugelassen.
Nachdem die Europäische Kommission entschieden hatte, die am 30. Juni 2016 endende Genehmigung für Isoproturon als Pflanzenschutzmittel nicht mehr zu verlängern, wurde die Zulassung in Deutschland zum 30. September 2016 widerrufen. Nach dem Widerruf galt eine Abverkaufsfrist für Lagerbestände bis zum 30. März 2017 und eine Aufbrauchfrist bis zum 30. September 2017.